# 天主教賈林戈教區
天主教賈林戈教區 （拉丁語：Dioecesis Ialingoënsis）是尼日利亞一個羅馬天主教教區，屬喬斯總教區。
教區成立於1995年2月3日，位於塔拉巴州。2006年有教友265,112人（佔轄區人口8.9%）、廿八個堂區、四十五名司鐸。現任教區主教為嘉祿‧哈馬瓦。